# Жизнь этого парня (фильм)
«Жизнь этого парня» (англ. This Boy's Life) — экранизация полуавтобиографической книги Тобиаса Вулфа, ныне — профессора литературы в университете, вспоминающего о своём детстве на рубеже 1950—1960-х годов, осуществлённая британским режиссёром Майклом Кейтон-Джонсом. Повествование в фильме ведётся от лица подростка Тобиаса «Тоби» Вулфа в исполнении Леонардо Ди Каприо. В фильме также снялись Роберт Де Ниро и Эллен Баркин.
Фильм был снят на реальных событиях: настоящий Дуайт Хансен умер в 1992 году. Кэролайн Вольф-Хансен со временем снова вышла замуж и переехала во Флориду. Артур Гейл стал успешным бизнесменом в Италии. Все дети Дуайта вышли замуж и жили в Сиэтле. Тобиас и его брат Джеффри Вулф стали известными писателями.

## Сюжет
В 1950-х годах кочевая и неуравновешенная Кэролайн Вольф хочет остепениться и найти достойного мужчину, который обеспечит лучший дом для неё и её сына Тобиаса «Тоби» Вольфа. Она переезжает в Сиэтл, штат Вашингтон, и встречает Дуайта Хансена, человека, который, похоже, достигает ее целей. Однако вскоре выясняется, что истинная личность Дуайта эмоциональная, словесно и физически оскорбляет Тоби, пока Кэролайн отсутствует несколько недель. Брак продолжается, и Кэролайн и Тоби переезжают в дом Дуайта в Бетоне, маленьком городке недалеко от северных Каскадных гор. Вскоре становится очевидной властная личность Дуайта, но Кэролайн остается с ним, пережив несколько лет неблагополучных отношений. В это время Тоби подружился с одноклассником по имени Артур Гейл, неудачником в школе и неоднозначным персонажем. Тоби хочет покинуть Бетон и жить со своим старшим братом Грегори (который живет на Восточном побережье с их отцом). Артур хочет уйти, потому что знает, что никогда не впишется и что в жизни есть нечто большее, чем жизнь в Бетоне. Тоби планирует подать заявку на стипендию в подготовительных школах Восточного побережья, предоставив фальсифицированные школьные документы. Между тем, дружба Артура и Тоби обостряется, когда Артур обвиняет Тоби в том, что он ведет себя больше как Дуайт. Артур помогает Тоби фальсифицировать его оценки. После многочисленных отказов Тоби поступает в школу The Hill School в Поттстауне, штат Пенсильвания, недалеко от Филадельфии, с полной стипендией. Позже Кэролайн защищает Тоби от Дуайта во время физически жестокого спора; они оба покидают Дуайта и город Бетон.

## В ролях
- Леонардо Ди Каприо — Тобиас «Тоби» Вулф
- Роберт Де Ниро — Дуайт Хансен, отчим Тоби
- Эллен Баркин — Кэролайн Вольф-Хансен, мать Тоби
- Енох Блэчман — Артур Гейл, подросток с гомосексуальными наклонностями, вначале соперник, а потом близкий друг Тоби
- Элайза Душку — Пёрл Хансен, сводная сестра Тоби
- Карла Гуджино — Норма Хансен, сводная сестра Тоби
- Захария Эшли — Шкипер Хансен, сводный брат Тоби
- Трейси Эллис — Кэти
- Кэтти Кини — Мэриан
- Шон Мюррей — Джимми Вурхес
- Тоби Магуайр — Чак Болджер, друг Тоби[2]
- Крис Купер — Рой

## Критика
Фильм получил в основном положительные отзывы; Веб-сайт агрегатора обзоров Rotten Tomatoes дал фильму 76 % «свежего» рейтинга от 37 критиков со средней оценкой 6,4/10. Консенсус сайта гласит: «Страшная, трогательная драма о маленьком мальчике, его матери-одиночке и жестоком отчиме, „Жизнь этого мальчика“ извлекает выгоду из потрясающего актерского состава и демонстрирует выдающуюся игру молодого Леонардо ДиКаприо».
На Metacritic, «Жизнь этого парня» фильму дают «нормализованную» оценку, фильм получил 60/100.